# Apletodon incognitus
Il succiascoglio minimo (Apletodon incognitus) è un piccolo pesce, descritto solo nel 1997 della famiglia Gobiesocidae.

## Distribuzione e habitat
Si crede che questa specie sia endemica della parte settentrionale del bacino occidentale del mar Mediterraneo.
Vive su fondi rocciosi a basse profondità ma i giovani si possono ritrovare nelle praterie di posidonia.

## Descrizione
Questa specie è difficile da riconoscere dai giovani del succiascoglio micocefalo. I denti caniniformi sono lunghi e sporgono dalla bocca chiusa. È presente una chiazza triangolare bianca sotto l'occhio e talvolta anche una linea chara che unisce gi occhi, le pinne dorsale ed anale sono quasi perfettamente allineate e piccole (4-7 raggi), la pinna dorsale è colorata solo nella sua parte anteriore, per il resto è incolore. La colorazione è bruna o rosata con macchie e marezzature ma può essere anche scura ed uniforme.
Non supera i 4 cm.

## Biologia
Questa specie è stata scoperta solo nel 1997 per cui sono quasi totalmente ignote. Si sa che si nasconde spesso sotto i ricci di mare.